# Idalus ochreata
Idalus ochreata là một loài bướm đêm thuộc phân họ Arctiinae, họ Erebidae.